# آخرین مزدور (فیلم ۱۹۶۸)
آخرین مزدور (به انگلیسی: The Last Mercenary) یک فیلم سینمایی محصول مشترک اسپانیا، آلمان غربی و ایتالیا در ژانر وسترن به کارگردان مل ولز بود که به دلایل بودجه مالی اعتبار دریافت نکرد. این فیلم در ریو دو ژانیرو و آلمان فیلمبرداری شده‌است.

## داستان
دو رفیق مزدور راه‌های جداگانه‌ای را برای انجام مأموریت‌های جدید طی می‌کنند.

## بازیگران
- ری دانتون - مارک / مارکو اندرسون
- پاسکال پتی - ماریا
- گونتر اشتول - مرد سیاه پوش
- ژرژ ریگاد - مانوئل دو لاگوس
- اینما دی سانتیس - ایزابل
- ویسنته روکا - گومز
- کارل مونر -
- پیرو سیومی - فیلیپه
- آریساکا (فیلم)